# UKUSA-Vereinbarung

UKUSA-Staaten: Australien, Großbritannien, Kanada, Neuseeland und USA

UKUSA bezeichnet die zwischen dem Vereinigten Königreich (UK) und den Vereinigten Staaten (USA) ab 1946 geschlossenen Verträge zur besonders engen Zusammenarbeit der Geheimdienste beider Länder: der US-amerikanischen National Security Agency (NSA) und des britischen GCHQ. Als weitere, sekundäre UKUSA-Partner schlossen sich daraufhin auch das Australian Signals Directorate, das Communications Security Establishment Canada und das neuseeländische Government Communications Security Bureau dem Abkommen an. Die Allianz dieser fünf Länder wird daher informell auch als Five Eyes bezeichnet.
Als Kooperationspartner (Dritte) kamen später zudem der deutsche Bundesnachrichtendienst (BND), die Nachrichtendienste Frankreichs, der israelische Mossad (Deckname Ruffle), die schwedische Försvarets radioanstalt (Deckname Sardine), die Nachrichtendienste Italiens, die Nachrichtendienste Japans, der norwegische Norsk Etterretningstjeneste, der National Intelligence Service (Südkorea) und der türkische Millî İstihbarat Teşkilâtı hinzu (sog. Nine Eyes bzw. 9/14 Eyes). Deutschland schloss sich 1955 an und betreibt unter der sogenannten Fernmeldeverkehrstelle des Bundesnachrichtendiensts die Bad Aibling Abhörstation weiter. (Siehe auch: Zusammenarbeit von Bundesnachrichtendienst und NSA)

## Zweck
Bis zum Zerfall der Sowjetunion war das Hauptziel des Abkommens eine Effektivierung der militärischen Aufklärung des Ostblocks. Heute soll es vor allem der Verfolgung des internationalen Terrorismus dienen.
Neben dem Austausch nachrichtendienstlicher Erkenntnisse werden in dem Verbund technische Ressourcen wie Software und Computer gemeinsam genutzt. Außerdem wurden regionale Schwerpunkte bei der Aufgabenverteilung vereinbart: Demnach sind die Briten für Europa und Afrika, die USA für Lateinamerika und Ostasien zuständig. Australien beobachtet Südasien, Neuseeland den Westpazifik. Kanada ist für Botschaftskommunikation weltweit zuständig. Erfasst und analysiert wird „die gesamte Kommunikation der Regierung und der militärischen Streitkräfte eines fremden Landes, einschließlich Luftwaffe und Marine, aller Fraktionen, Parteien, Ministerien, Behörden und Dienststellen sowie jeder Person und aller Personen, die für dieses Land handeln oder vorgeben, dafür zu handeln“.
Kritiker behaupten, dass der Verbund der Wirtschaftsspionage und dem Abhören ziviler Ziele (wie Geschäftsleuten, Wissenschaftlern, Diplomaten) diene, was auch Mitglieder des Abkommens einschließe. Höchste Mitarbeiter der US-Geheimdienste bestätigen dies, rechtfertigen es aber mit Korruptionsermittlung.
Das Abhören wirtschaftlicher und industrieller sowie privater Informationen erfolgt oft über Telefongesellschaften (International Leased Carrier oder ILC genannt, auf Deutsch etwa: internationaler, gepachteter Betreiber). Durch Öffnung ihrer Anlagen haben sie maßgeblichen Anteil am Erfolg der nachrichtendienstlichen Tätigkeiten.